# Марфин, Алексей Ильич
Алексе́й Ильи́ч Ма́рфин (19 октября 1912, Троицкое, Оренбургская область — 26 декабря 1989, Воронеж) — советский партийный деятель, первый секретарь Рязанского (1943—1948) и Костромского (1952—1954) областных комитетов ВКП(б).

## Биография
Алексей Ильич Марфин родился в селе Троицкое Оренбургской области в семье приказчика мануфактурного магазина. Мать была домашней хозяйкой. Вскоре он остался без отца, который погиб в Первую мировую войну. Когда отгремели залпы другой войны — Гражданской, А. И. Марфин пошел учиться в школу-девятилетку. Не окончив ее, начал трудовую деятельность. Работал учителем в школе подростков, затем мастером радиоузла. В 1929 году вступил в члены ВЛКСМ. Получил среднее образование по специальности "Радиотехник".
В годы коллективизации прошел путь от станционного монтера радиоузла до уполномоченного Средне-Волжского краевого радиокомитета. В 1930 году закончил девятилетку. В 1932 году Каширинский райком ВКП(б) принял А. И. Марфина в члены партии. Ему поручили работу заведующего культпросветотделом райкома комсомола.
15 ноября 1934 года А. И. Марфин призван в ряды Красной армии. Службу проходил в частях Приволжского военного округа, вначале в качестве курсанта школы младшего комсостава, затем — командира отделения отдельного эскадрона связи 11-й Кавалерийской дивизии.  Закончил службу в звании подполковника. 

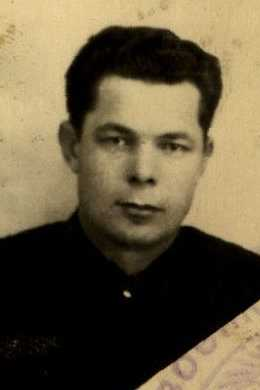
Марфин Алексей Ильич во время службы в РККА

С 1936 по 1939 год работал секретарем Троицкого райкома ВЛКСМ Оренбургской области, вторым, а затем первым секретарем Троицкого райкома ВКП(б) Оренбургской области.
С 1939 по 1940 год учился в Высшей партийной школе при ЦК ВКП(б).
С 1940 по сентябрь 1943 года — ответственный организатор Организационно-инструкторского отдела ЦК ВКП(б).
В предвоенные и первые военные годы А. И. Марфин на работе в ЦК ВКП(б), вначале как слушатель Высшей школы партийных организаторов, затем как инструктор, ответственный организатор оргинструкторского отдела ЦК ВКП(б) (его деятельность была связана с подбором и выдвижением кадров партийных работников военного времени).
25 сентября 1943 года Марфин был назначен 1-м секретарём Рязанского областного комитета ВКП(б). 

Выдержки из выступления заместителя начальника Управления кадров ЦК ВКП(б) Н.Н. Шаталина 25 сентября 1943 года относительно назначения Алексея Ильича Марфина:
Нужно уметь ладить со специалистами, разговаривать со специалистами, иначе ничего не получится. Старомодно руководил Тарасов. Нужно внести оживление в работу. Таким человеком является Марфин. Он человек молодой, но мы никогда не отказывались от выдвижения молодых людей.

Тов. Марфин, мы надеемся, с помощью ЦК и вашей помощью сумеет обеспечить руководство областью. Он родился в селе, там же и учился. У него есть опыт, чтобы руководить областью, он работает на комсомольской работе 5 лет, около 3 лет он — секретарь райкома. Учился в Высшей школе парторганизаторов при ЦК ВКП(б), после этого работал 4 года в аппарате ЦК ВКП(б). Побывал во многих краях, областях и республиках по выполнению решений ЦК ВКП(б), в подготовке отдельных вопросов. За 4 года работы в ЦК он многому научился.
По итогам пленума Алексей Ильич был утвержден первым секретарем областного комитета.
При его активном участии в области проводилось формирование соединений Войска Польского, Первой румынской пехотной дивизии им. Т. Владимиреску. На средства трудящихся Рязанской области были построены эскадрилья «Рязанский рабочий», бронепоезд «Рязанский железнодорожник» и другие виды боевой техники.
В первые послевоенные годы возрождается промышленный потенциал, осуществляется перевод машиностроительных предприятий с режима военного времени на мирный лад. 
20 апреля 1948 года после отчета на первой после войны областной партийной конференции в апреле о работе по выполнению мероприятий, связанных с подъемом сельского хозяйства области в послевоенный период, был освобожден от обязанностей первого секретаря обкома ВКП(б) и отозван в Москву. Направлен в Высшую партийную школу при ЦК ВКП(б).
В начале 1950-х годов — на партийной работе в аппарате ЦК ВКП(б) в качестве заведующего сектором, инспектора, заведующего подотделом отдела партийных, профсоюзных и комсомольских органов ЦК ВКП(б). В августе 1952 года избирается первым секретарем Костромского обкома ВКП(б).
А. И. Марфин руководит Костромской областной партийной организацией в сложный период истории — после смерти И. В. Сталина он не попал в команду секретарей, поддержавших Н.С Хрущева и в 1954 году был снят с поста 1-го секретаря.
В 1954 году А. И. Марфин был переведен на партийную работу в Воронежскую область, работал секретарем обкома КПСС. С 1970 по 1978 год был председателем партийной комиссии при обкоме КПСС. Товарищи по партии отмечали такие черты А. И. Марфина, как компетентность, исполнительность, скромность и честность. В своих отзывах о его партийной работе они многократно подчеркивали, что первый секретарь обкома партии постоянно уделял внимание повседневным нуждам людей.
А. И. Марфин избирался делегатом XIX, XX и XXII съездов КПСС, был депутатом Верховного Совета СССР и Верховного Совета РСФСР.
Советское государство высоко оценило его заслуги, наградив орденами Трудового Красного Знамени, Отечественной войны 1-й степени, «Знак Почета», медалями «За оборону Москвы», «За доблестный труд в Великой Отечественной войне 1941–1945 гг.».
- 14.10.1952 — 14.2.1956 — член ЦК КПСС.

- 1954[3]—1959 — секретарь Воронежского областного комитета КПСС.

- 10.1961[6] — 1.1963 — 2-й секретарь Воронежского областного комитета КПСС.

- 1.1963 — 12.1964 — 2-й секретарь Воронежского сельского областного комитета КПСС.

- 1.1965 — 4.1970 — секретарь Воронежского областного комитета КПСС.

- 5.1970 — 5.1978 — председатель парткомиссии при Воронежском областном комитете КПСС.